# Kumari

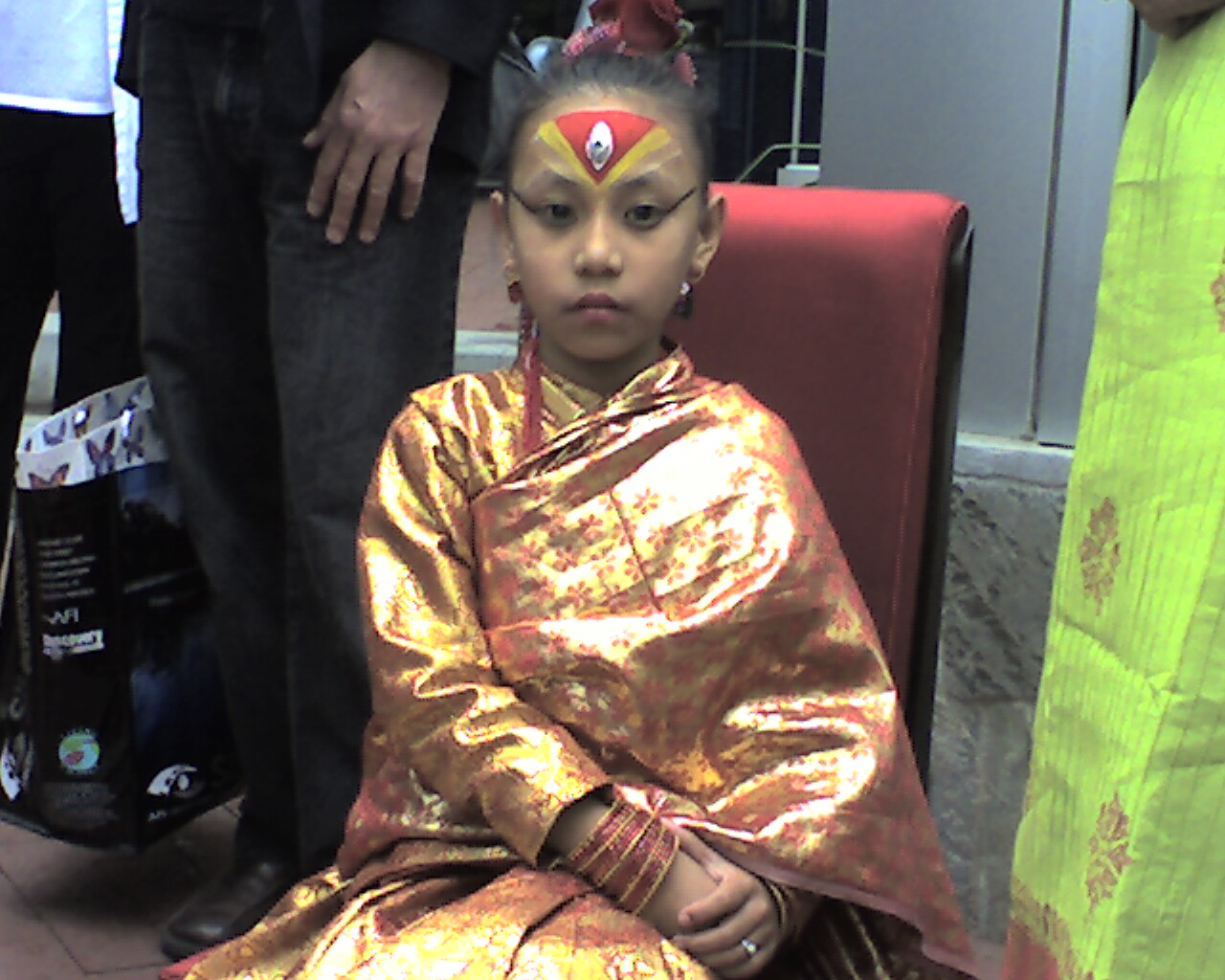
La niña Sajani Shakia es una kumari sagrada en la ciudad de Bhaktapur (Nepal).

Kumari, o Kumari Deví es el nombre con que se designa a una persona a quien se le considera como una diosa viviente en Nepal.
En idioma sánscrito, «kumari» es el femenino de «ku‑mara», que significa ‘fácil-muere’ (siendo
ku: ‘fácil’, y
mara: ‘morir’).
Debido a la altísima mortalidad que sufrió la India durante milenios hasta el siglo xx, a los bebés menores de tres años se les llama genéricamente ‘muere fácil’, incluso hasta el día de hoy.
El término, que con el paso de los siglos terminó significando ‘bebé’, pasó a significar ‘inocente, virgen, puro’. Después, en idioma nepalí, el femenino kumari (‘beba’) pasó a significar ‘niña virgen’.
Una kumari es una niña seleccionada de la casta shakia, perteneciente a la comunidad nepalesa de newari. La kumari es venerada e idolatrada por algunos de los hinduistas del país, como también por budistas nepalíes, pero no por los budistas tibetanos.
Mientras que existen muchas kumaris a lo largo de todo el territorio nepalí, contando que algunas ciudades ostentan varias de ellas, la más conocida es la «kumari real» de Katmandú. Ella vive en el Kumari Ghar, un palacio en el centro de la ciudad. El proceso de selección es especialmente riguroso para las candidatas. La actual «kumari real», Trishna Shakya, fue elegida el 28 de septiembre de 2017 a los tres años de edad.
Los nepalíes creen que una kumari es la reencarnación de la diosa Taleju hasta que la niña comienza a menstruar, después de lo cual, los nepalíes creen que esta diosa se desencarna de su cuerpo.
Igualmente, una enfermedad grave o un accidente que ocasione un profuso derrame de sangre, también son consideradas como posibles causas para que ella pueda retornar a su previo estado como una niña normal.
Por tanto la vida de una niña kumari como diosa sagrada es realmente corta.
En 2007, una de las tres diosas nepalíes, una niña de nueve años llamada Sajani Shakya fue desposeída de su divinidad por el Tribunal Supremo de Nepal, debido a que estuvo fuera de su templo (para viajar a Estados Unidos) durante un mes y sin autorización, un caso insólito en los 700 años de historia de las diosas kumari. Salir sin permiso de su templo de adoración es considerado en Nepal como un acto sacrílego, pues las kumari no pueden ser tocadas por nadie y solamente se alimentan por medio de una comida ritual llamada pura.

## Listado de las diosas kumari[4]
| Nombre               | Pueblo       | Años como Kumari | Estado marital            |
| -------------------- | ------------ | ---------------- | ------------------------- |
| Hira Maiya Shakya    | Wotu         | 1922-1923        | Casada, 0 hijos.          |
| Chini Shova Shakya*  | Lagan        | 1923-1931        | Casada, 2 hijas.          |
| Chandra Devi Shakya* | Asonchuka    | 1931-1933        | Casada, 2 hijas.          |
| Dil Kumari Shakya    | Lagan        | 1933-1942        | Casada, 3 hijos, 1 hija.  |
| Nani Shova Shakya    | Ombahal      | 1942-1949        | Casada, 4 hijos, 2 hijas. |
| Kayo Mayju Shakya*   | Kwahiti      | 1949-1955        | Casada, 1 hijo, 1 hija.   |
| Harsha Laxmi Shakya  | Naghal       | 1955-1961        | Casada, 2 hijos.          |
| Nani Mayju Shakya    | Naghal       | 1961-1969        | Casada, 1 hijo, 2 hijas.  |
| Sunina Shakya        | Ombahal      | 1969-1978        | Casada, 1 hijo, 1 hija.   |
| Anita Shakya         | Sikamoobahal | 1978-1984        | Soltera.                  |
| Rashmila Shakya      | Kwahiti      | 1984-1991        | Casada.                   |
| Amita Shakya         | Asanbahal    | 1991-2001        | Soltera.                  |
| Preeti Shakya        | Itumbahal    | 2001-2007        | Soltera.                  |
| Chanira Bajracharya  | Patan        | 2001-2010        | Soltera.                  |
| Matina Shakya        | Katmandú     | 2008–2017        | Soltera.                  |
| Samita Bajracharya   | Patan        | 2010-2014        | Soltera.                  |
| Yunika Bajracharya   | Patan        | 2014-2018        | Soltera.                  |
| Trishna Shakya       | Katmandú     | 2017-            | Soltera.                  |
| Nihira Bajracharya   | Patan        | 2018-(actual)    | Soltera.                  |

* Han fallecido